# アス・ノガイス
アス・ノガイス（As Nogais）は、スペイン・ガリシア州ルーゴ県のムニシピオ（基礎自治体）。コマルカ・ドス・アンカーレスに属する。スペイン統計局によれば、2010年の人口は1,361人（2009年：1,381人、2006年:1,441人、2005年:1,477人、2004年:1,501人、2003年:1,520人）。カスティーリャ語表記は、男性名詞扱いでLos Nogales（ロス・ノガーレス、ガリシア語名は女性名詞）。
ガリシア語話者の自治体住民に占める割合は99.14％（2001年）。

## 地理
アス・ノガイスはルーゴ県の南東部に位置し、コマルカ・ドス・アンカーレスに属する。北はベセレアー、東はセルバンテス、南はペドラフィータ・ド・セブレイロ、西はトリアカステーラの各自治体と隣接、自治体中心地区はアス・ノガイス地区。

### 人口
人口は川沿い、道路沿いに集中している。
| アス・ノガイスの人口推移 1900－2010                     |
|                                                         |
| 出典:INE（スペイン国立統計局）1900年 - 1991年、1996年 - |

## 経済
住民の半分以上が第一次産業に従事しており、とくに重要なのは牧畜業（牛）である。他には穀物栽培（ライムギ、小麦、トウモロコシ）、ジャガイモ、根菜などが栽培される。

## 政治
自治体首長はガリシア社会党（PSdeG-PSOE）のホセ・ルイス・コエード・ノボ（José Luis Coedo Novo）。自治体評議員は、ガリシア社会党：4、ガリシア国民党（PPdeG）：2、ガリシア民族主義ブロック（BNG）：2、TEGA（Terra Galega、ガリシアの大地）：1となっている。（2007年自治体選挙結果、得票順）

## 教区
アス・ノガイスは9の教区に分けられる。太字は自治体中心地区のある教区。
- ア・アレンセ（サンタ・ルシーア）
- ドンコス（サンティアーゴ）
- ノセーダ（サン・ショアン）
- アス・ノガイス（サンタ・マリーア・マダネーラ）
- ヌジャン（サン・コスメーデ）
- キンター（サン・ペドロ）
- サント・アンドレ（サント・アンドレ）
- トレス（サン・ショアン）
- ビライセンテ（サン・ショアン）